# Liste des voies du 1er arrondissement de Lyon

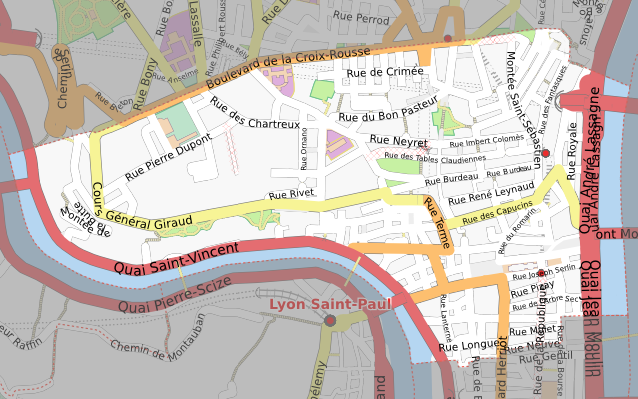
Carte du 1er arrondissement de Lyon

La liste des voies du 1er arrondissement de Lyon présente les différentes rues, quais, passages, montées et impasses du 1er arrondissement de la ville de Lyon, chef-lieu du département du Rhône et de la région Auvergne-Rhône-Alpes, en France.
Le 1er arrondissement de Lyon recouvre le quartier des pentes de la Croix-Rousse, et les secteurs des Terreaux et de Tolozan, dans la partie nord la « Presqu'île », dénomination de la partie de Lyon située entre le Rhône et la Saône, les deux cours d'eau qui traversent la ville. 
Les voies qui délimitent ses frontières sont le boulevard de la Croix-Rousse au nord, la rue Neuve au sud dans le quartier des Terreaux, le quai Saint-Vincent et le quai de la Pêcherie côté Saône, et les quais André-Lassagne et Jean-Moulin côté Rhône.
Il s'étend sur une surface de 151 hectares (1,51 km2), avec une population, en 1999, de 26 861 habitants, soit une densité de 17 788 habitants/km2.
Il fait partie intégrante, dans son ensemble, du site classé au patrimoine mondial de l'UNESCO en 1998.
- Haut – A
- B
- C
- D
- E
- F
- G
- H
- I
- J
- K
- L
- M
- N
- O
- P
- Q
- R
- S
- T
- U
- V
- W
- X
- Y
- Z

## 0-9
- Place du 157e-Régiment-d'Infanterie-Alpine

## A
- Rue de l'Abbé-Rozier
- Rue Adamoli
- Place d'Albon
- Rue Alexandre-Luigini
- Rue d'Algérie
- Rue de l'Alma
- Rue d'Alsace-Lorraine
- Quai André-Lassagne
- Montée de l'Amphithéâtre
- Rue de l'Annonciade
- Rue de l'Arbre-Sec
- Rue Audran
- Rue des Augustins

- Haut – A
- B
- C
- D
- E
- F
- G
- H
- I
- J
- K
- L
- M
- N
- O
- P
- Q
- R
- S
- T
- U
- V
- W
- X
- Y
- Z

## B
- Rue du Bât-d'Argent
- Impasse Beauregard
- Place Bellevue
- Rue Bodin
- Impasse du Bon-Pasteur
- Rue du Bon-Pasteur
- Montée Bonafous
- Montée du Boulevard
- Rue des Bouquetiers
- Rue de la Bourse
- Rue Bouteille
- Rue Burdeau
- Montée de la Butte

- Haut – A
- B
- C
- D
- E
- F
- G
- H
- I
- J
- K
- L
- M
- N
- O
- P
- Q
- R
- S
- T
- U
- V
- W
- X
- Y
- Z

## C
- Rue Calliet
- Rue Camille-Jordan
- Rue Capponi
- Rue des Capucins
- Place des Capucins
- Montée des Carmélites
- Rue Carquillat
- Rue Chappet
- Impasse Charbonnière
- Place Chardonnet
- Impasse des Chartreux
- Place des Chartreux
- Rue des Chartreux
- Rue Chavanne
- Rue Commarmot
- Rue Constantine
- Place Colbert
- Place de la Comédie
- Montée Coquillat
- Rue Coustou
- Rue Couverte
- Rue Coysevox
- Rue de Crimée
- Place Croix-Paquet
- Boulevard de la Croix-Rousse
- Tunnel de la Croix-Rousse

- Haut – A
- B
- C
- D
- E
- F
- G
- H
- I
- J
- K
- L
- M
- N
- O
- P
- Q
- R
- S
- T
- U
- V
- W
- X
- Y
- Z

## D
- Passage de la Déserte
- Rue Désirée
- Rue Diderot
- Rue Dominique-Perfetti
- Passage Donat
- Rue Donnée
- Rue Duroc

- Haut – A
- B
- C
- D
- E
- F
- G
- H
- I
- J
- K
- L
- M
- N
- O
- P
- Q
- R
- S
- T
- U
- V
- W
- X
- Y
- Z

## E
- Rue Édouard-Herriot
- Rue Eugénie-Brazier

- Haut – A
- B
- C
- D
- E
- F
- G
- H
- I
- J
- K
- L
- M
- N
- O
- P
- Q
- R
- S
- T
- U
- V
- W
- X
- Y
- Z

## F
- Rue des Fantasques
- Rue de Fargues
- Impasse Fernand-Rey
- Rue Fernand-Rey
- Place Fernand-Rey
- Esplanade Fernand-Rude
- Grande rue des Feuillants
- Petite rue des Feuillants
- Impasse Flesselles
- Rue de Flesselles
- Impasse de Fond
- Rue de la Fromagerie

- Haut – A
- B
- C
- D
- E
- F
- G
- H
- I
- J
- K
- L
- M
- N
- O
- P
- Q
- R
- S
- T
- U
- V
- W
- X
- Y
- Z

## G
- Place Gabriel-Rambaud
- Rue du Garet
- Cours Général-Giraud
- Rue Général-de-Sève
- Rue Giuseppe-Verdi
- Passage Gonin
- Impasse Gonin
- Montée de la Grande-Côte
- Rue du Griffon
- Place du Griffon
- Rue Grobon
- Rue Grognard

- Haut – A
- B
- C
- D
- E
- F
- G
- H
- I
- J
- K
- L
- M
- N
- O
- P
- Q
- R
- S
- T
- U
- V
- W
- X
- Y
- Z

## H
- Rue Hippolyte-Flandrin
- Montée Hoche

- Haut – A
- B
- C
- D
- E
- F
- G
- H
- I
- J
- K
- L
- M
- N
- O
- P
- Q
- R
- S
- T
- U
- V
- W
- X
- Y
- Z

## I
- Rue Imbert-Colomès

- Haut – A
- B
- C
- D
- E
- F
- G
- H
- I
- J
- K
- L
- M
- N
- O
- P
- Q
- R
- S
- T
- U
- V
- W
- X
- Y
- Z

## J
- Rue du Jardin-des-Plantes
- Rue Jean-Baptiste-Say
- Quai Jean-Moulin
- Rue Joseph-Serlin

- Haut – A
- B
- C
- D
- E
- F
- G
- H
- I
- J
- K
- L
- M
- N
- O
- P
- Q
- R
- S
- T
- U
- V
- W
- X
- Y
- Z

## L
- Rue Lanterne
- Rue Lemot
- Montée Lieutenant-Allouche
- Place Lieutenant-Morel
- Rue Longue
- Rue de Lorette
- Place Louis-Pradel
- Rue Louis-Vitet
- Rue Lucien-Sportisse

- Haut – A
- B
- C
- D
- E
- F
- G
- H
- I
- J
- K
- L
- M
- N
- O
- P
- Q
- R
- S
- T
- U
- V
- W
- X
- Y
- Z

## M
- Rue Magneval
- Rue Maisiat
- Allée des Marronniers
- Rue Major-Martin
- Rue Marie-Anne-Leroudier
- Rue de la Martinière
- Rue Masson
- Place Meissonnier
- Passage Mermet
- Rue Mottet-de-Gérando
- Rue de la Muette
- Rue Mulet

- Haut – A
- B
- C
- D
- E
- F
- G
- H
- I
- J
- K
- L
- M
- N
- O
- P
- Q
- R
- S
- T
- U
- V
- W
- X
- Y
- Z

## N
- Rue Neuve
- Montée Neyret
- Rue Neyret

- Haut – A
- B
- C
- D
- E
- F
- G
- H
- I
- J
- K
- L
- M
- N
- O
- P
- Q
- R
- S
- T
- U
- V
- W
- X
- Y
- Z

## O
- Rue d'Oran
- Rue Ornano
- Rue Ozanam

- Haut – A
- B
- C
- D
- E
- F
- G
- H
- I
- J
- K
- L
- M
- N
- O
- P
- Q
- R
- S
- T
- U
- V
- W
- X
- Y
- Z

## P
- Place de la Paix
- Rue Pareille
- Rue Paul-Chenavard
- Impasse de la Pêcherie
- Quai de la Pêcherie
- Montée du Perron
- Rue Philibert-Delorme
- Rue Philippe-Gonnard
- Rue Pierre-Blanc
- Rue Pierre-Dupont
- Rue Pierre-Poivre
- Rue des Pierres-Plantées
- Rue Pizay
- Rue de la Platière
- Impasse de la Platière
- Rue du Plâtre
- Rue Pléney
- Place du Port-Neuville
- Rue de la Poudrière
- Rue Pouteau
- Rue de Provence
- Rue Prunelle
- Rue Puits-Gaillot

- Haut – A
- B
- C
- D
- E
- F
- G
- H
- I
- J
- K
- L
- M
- N
- O
- P
- Q
- R
- S
- T
- U
- V
- W
- X
- Y
- Z

## R
- Rue Rast-Maupas
- Rue Raymond
- Rue René-Leynaud
- Rue de la République
- Rue Rivet
- Rue Roger-Violi
- Rue Romarin
- Place Rouville
- Rue Royale

- Haut – A
- B
- C
- D
- E
- F
- G
- H
- I
- J
- K
- L
- M
- N
- O
- P
- Q
- R
- S
- T
- U
- V
- W
- X
- Y
- Z

## S
- Rue Saint-Benoît
- Rue Saint-Bruno
- Rue Saint-Claude
- Rue Saint-François-d'Assise
- Impasse Saint-Polycarpe
- Rue Saint-Polycarpe
- Montée Saint-Sébastien
- Quai Saint-Vincent
- Place Saint-Vincent
- Rue Sainte-Catherine
- Rue Sainte-Clotilde
- Rue Sainte-Marie-des-Terreaux
- Place Saint-Nizier
- Place Sathonay
- Rue de Savy
- Impasse du Sergent-Blandan
- Rue du Sergent-Blandan
- Place de Serin

- Haut – A
- B
- C
- D
- E
- F
- G
- H
- I
- J
- K
- L
- M
- N
- O
- P
- Q
- R
- S
- T
- U
- V
- W
- X
- Y
- Z

## T
- Rue des Tables-Claudiennes
- Rue Tavernier
- Impasse Tavernier
- Rue Terme
- Rue Terraille
- Passage des Terreaux
- Place des Terreaux
- Passage Thiaffait
- Rue Thimonnier
- Rue de Thou
- Place Tobie-Robatel
- Passage Tolozan
- Place Tolozan
- Rue de la Tourette
- Rue Tourret

- Haut – A
- B
- C
- D
- E
- F
- G
- H
- I
- J
- K
- L
- M
- N
- O
- P
- Q
- R
- S
- T
- U
- V
- W
- X
- Y
- Z

## V
- Rue Valfenière
- Rue Vaucanson
- Impasse de Vauzelles
- Montée de Vauzelles
- Rue de Vauzelles
- Cul-de-sac de la Verrerie
- Impasse de la Vieille
- Rue de la Vieille

- Haut – A
- B
- C
- D
- E
- F
- G
- H
- I
- J
- K
- L
- M
- N
- O
- P
- Q
- R
- S
- T
- U
- V
- W
- X
- Y
- Z